# 烏斯潘坦
烏斯潘坦（西班牙語：Uspantán），是危地馬拉的城鎮，位於該國中西部，由基切省負責管轄，面積1,500平方公里，海拔高度2,386米，2002年人口41,892，人口密度每平方公里27.93人。